# 8
8 (VIII, na numeração romana) foi um ano bissexto do século I, do Calendário Juliano, da Era de Cristo, teve início a um domingo e terminou a uma segunda-feira. teve as letras dominicais classificadas como A e G. Segundo o horóscopo chinês, foi o ano do Dragão.
| Ano completo                       |
| ---------------------------------- |
| Ano bissexto com início ao domingo |

## Eventos
- Marco Fúrio Camilo e Sexto Nônio Quintiliano, cônsules romanos.[1][2]
- Copônio, governador da Judeia, abre as portas do templo durante a páscoa. Alguns samaritanos entram secretamente no templo e espalham ossos humanos. Depois disto, os sacerdotes passam a vigiar o templo com ainda mais cuidado.[3][Nota 1]
- Jesus Cristo, com doze anos de idade, é trazido a Jerusalém por José e Maria. Após sete dias, seus pais voltam para casa, mas Jesus fica para trás. Eles retornam e, após três dias, encontram Jesus no templo, entre os professores da lei. Todos que o ouviam ficavam espantados com sua sabedoria.[3][4]
- Jesus volta a Nazaré com seus pais, e aprende o ofício do seu pai, de carpinteiro.[3]
- Os romanos iniciam a conquista da Dalmácia, terminada no ano seguinte com Tibério.[5]